# Delirium Tremens (piwo)

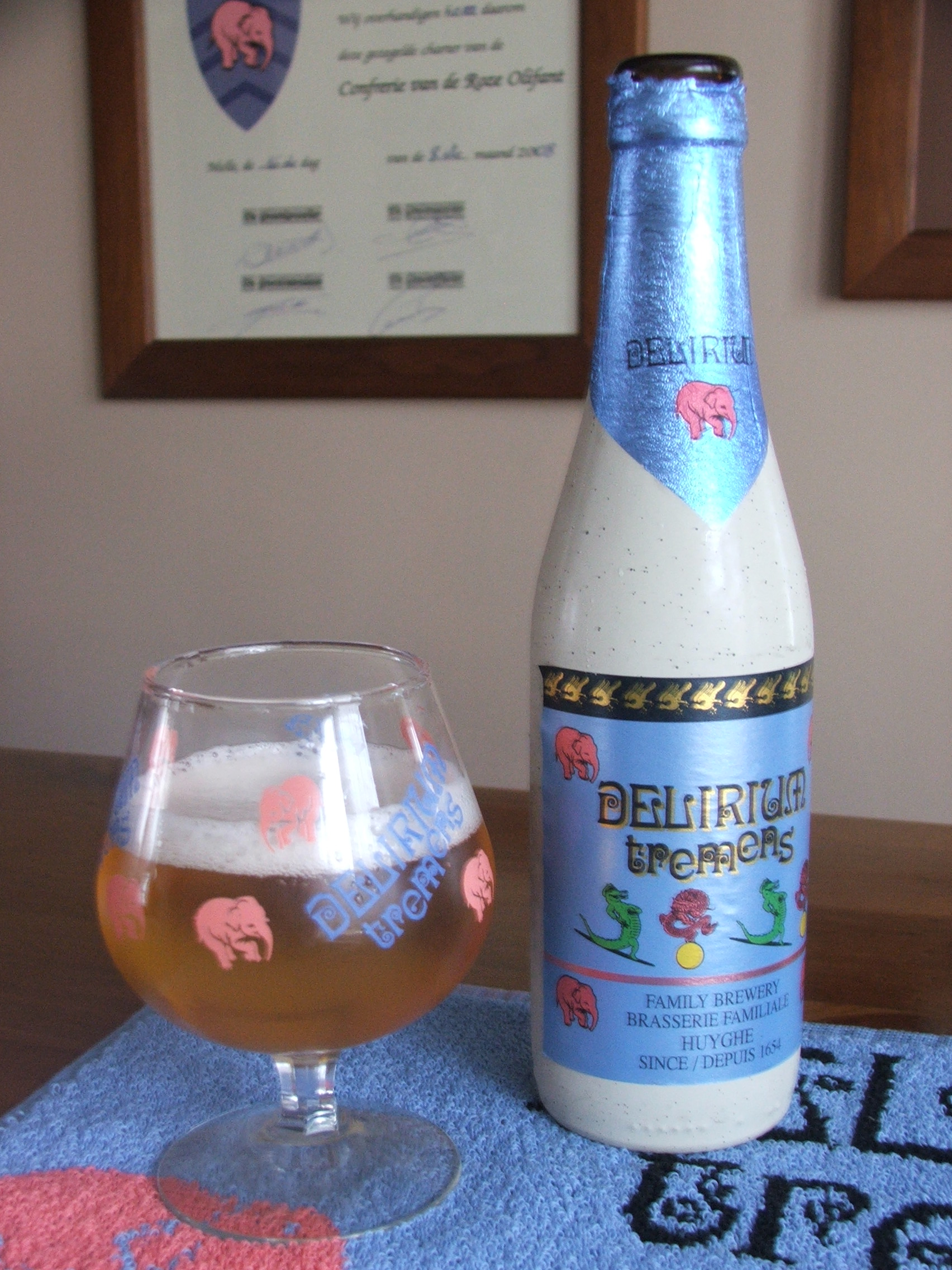
Butelka piwa Delirium Tremens

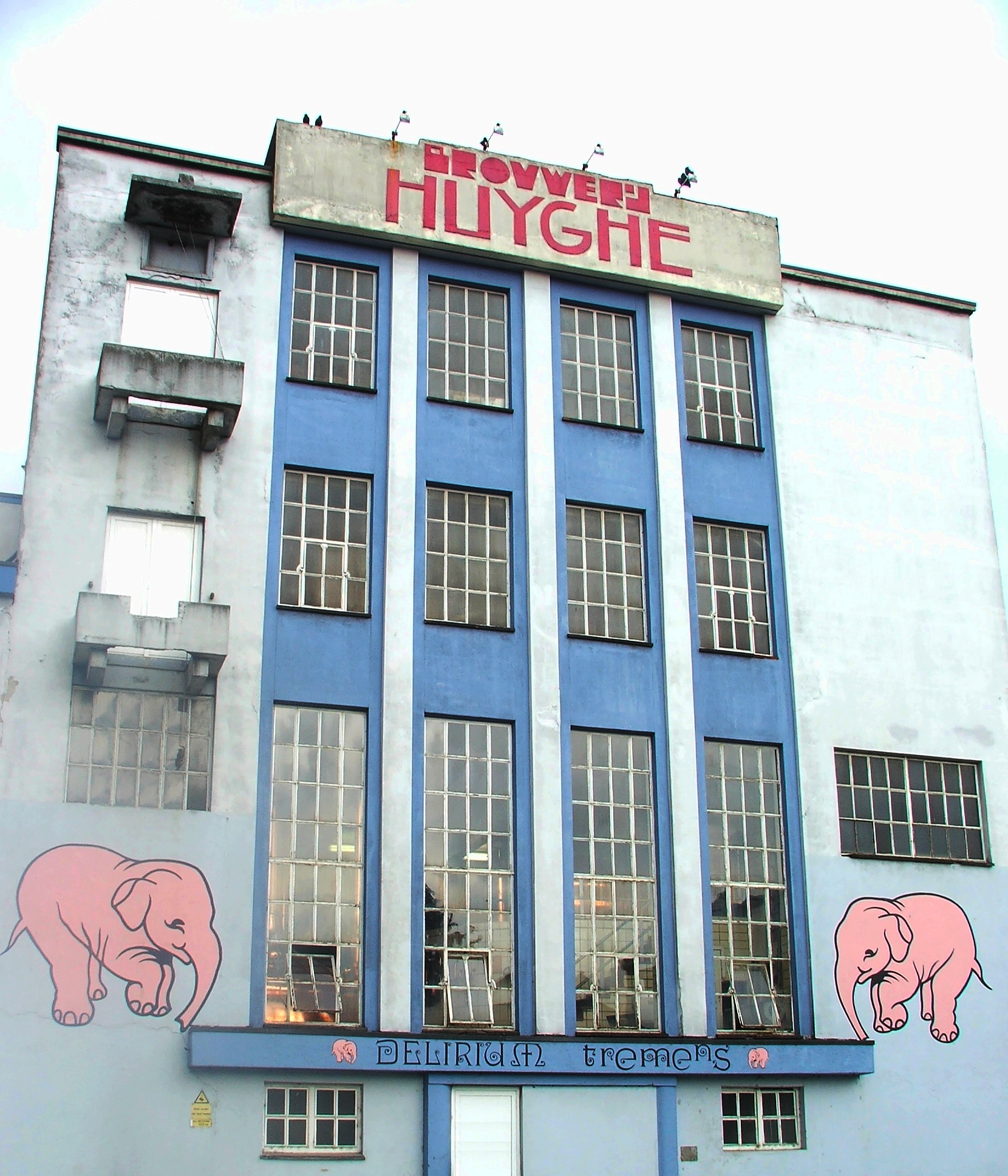
Browar Huyghe w Melle

Delirium Tremens – marka belgijskiego piwa jasnego górnej fermentacji typu belgijskiego strong ale, produkowanego od 26 grudnia 1989 przez niewielki browar Huyghe w Melle.
Piwo Delirium Tremens posiada etykietę w tonacji błękitno-różowej z charakterystycznymi słoniami i szklaną butelkę stylizowaną na ceramiczną. Produkowane jest w butelkach 0,33 i 0,75 l. Zawartość alkoholu – 8,5%. Piwo o zbalansowanym, intensywnym smaku. Dominują w nim jasne słody z typowymi smakami górnej fermentacji, takimi jak banan, morela suszona oraz wyraźne nuty drożdzowe, goździki, pieprz. Chmielone bardzo delikatnie.
Ukazały się dotąd (2009) dwie edycje specjalne tego piwa:
- Delirium Nocturnum, bière brune
- Delirium Noël - wersja świąteczna przyprawiana.